# Trans-World-Airlines-Flug 800 (1996)
Am 17. Juli 1996 zerbrach eine Boeing 747-100 auf dem Trans-World-Airlines-Flug 800 (Flugnummer: TW800) nach dem Start vom New Yorker John F. Kennedy International Airport infolge einer Kraftstoffexplosion in der Luft und stürzte vor Long Island in den Atlantik. Die Maschine der Trans World Airlines (TWA) sollte einen Linienflug nach Paris absolvieren. Alle 230 Insassen kamen ums Leben.

## Flugzeug

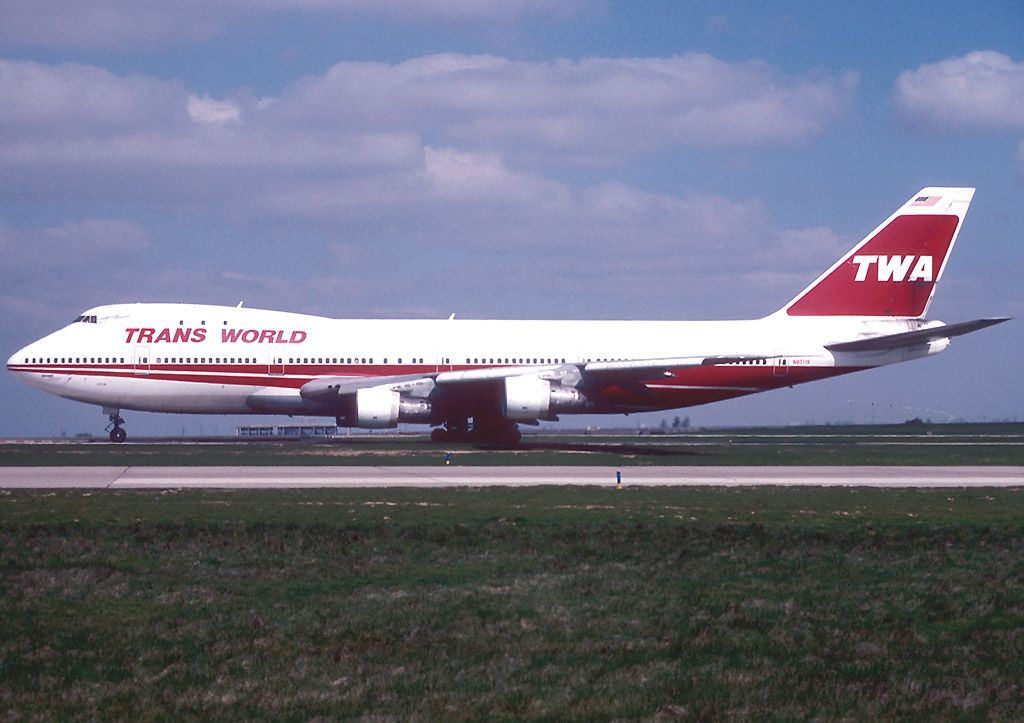
Die Unfallmaschine 1995

Die  Boeing 747-131 mit dem Luftfahrzeugkennzeichen N93119 war am 27. Oktober 1971 werksneu von Boeing an Trans World Airlines ausgeliefert worden und wurde seither von ihr betrieben.

## Unfallhergang
Kurz nach dem Start um 20:31 Uhr Ortszeit explodierte der fast leere zentrale Mitteltank der 747, wobei das Flugzeug in der Mitte auseinandergerissen wurde. Der Bug stürzte direkt nach der Explosion ab, der Rest des Rumpfes mit den Tragflächen und den noch laufenden Triebwerken stieg brennend weitere 30 Sekunden steil in die Höhe und stürzte schließlich ebenfalls ins Meer.

Wrack, Bergung und Trümmerfelder
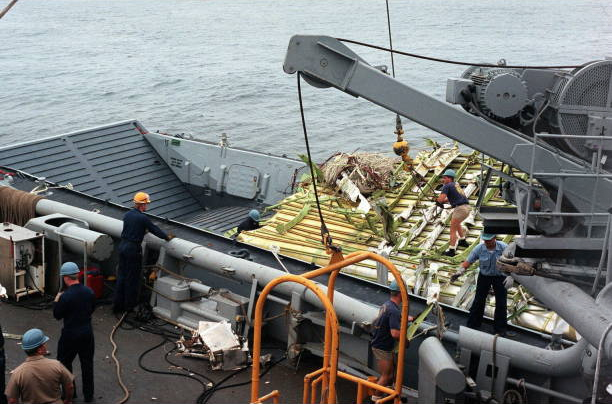
Am Wrack hängen miteinander verknäulte, beschädigte Kabel
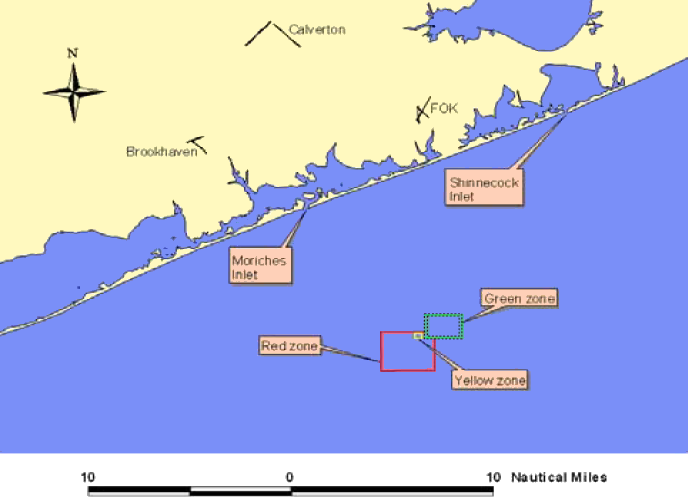
Die Karte zeigt die Bereiche der roten, gelben und grünen Zonen
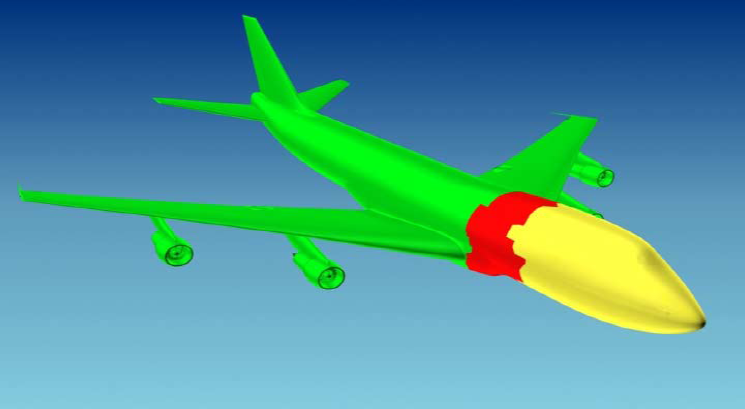
Die Zonen entsprechen bestimmten Bereichen des Flugzeuges
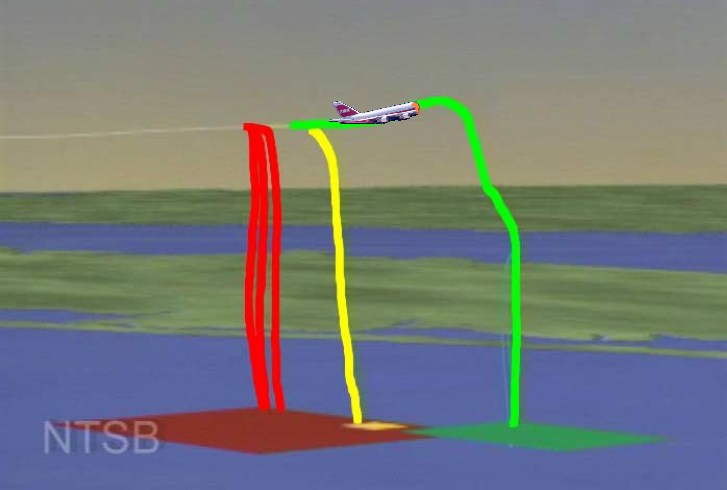
Der Weg, den das Wrack auf dem Weg in den Ozean nahm

## Ursache

### Offizielle Absturzursache
Der Untersuchungsausschuss des NTSB, des FBI und der CIA erklärte, dass der Absturz durch eine Explosion des zentralen Mitteltanks ausgelöst wurde. Zwei Komponenten waren Voraussetzung für diese Explosion:
1. Tanksystem:
Im 64.000 Liter fassenden Mitteltank befand sich nur eine geringe Menge (etwa 189 Liter) Kraftstoff (Kerosin vom Typ Jet A).
Dieser ist im flüssigen Zustand schwer brennbar, wird aber bei höherer Temperatur oder niedrigem Druck gasförmig und kann dann in Verbindung mit Sauerstoff ein zündfähiges Gemisch bilden.
Zudem lag eines der Kabel am Treibstoffsensor durch mechanischen Verschleiß schon längere Zeit frei. Da ein Treibstoffsensor aber nur mit Kleinspannung betrieben wird, stellte dies zunächst kein Problem dar.
2. Klimaanlage:
Bei der Boeing 747 befindet sich direkt unter dem zentralen Flügeltank ein Teil der Klimaanlage (Pack Nr. 2) für die Kabine. Da die Maschine mehr als eine Stunde auf dem Rollfeld auf einen fehlenden Passagier wartete, dessen Gepäck schon im Frachtraum war, erhitzte sich der Treibstoff auf ca. 53 °C und damit über seinen Flammpunkt von 38 °C.
Durch eine defekte Isolierung im Kabelbaum erreichte eine höhere Spannung aus der Kabinenbeleuchtung den Treibstoffsensor. Dort kam es zu einem Kurzschluss des freiliegenden Kabels mit einem anderen metallischen Bauteil; ein Funke entstand und entzündete die Treibstoffdämpfe.

### Andere Darstellungen
Kurz nach dem Unfall entwickelten sich Spekulationen über einen Raketenabschuss, da Augenzeugen behaupteten, zum Absturzzeitpunkt einen aufsteigenden Lichtschweif gesehen zu haben. Dies wurde vielfach als Rakete interpretiert, die das Flugzeug getroffen habe. Die Möglichkeit einer Bombenexplosion an Bord der Maschine wurde ebenfalls untersucht. Beide Thesen wurden zum Abschluss der Beweisaufnahme im Februar 1997  als nicht stichhaltig bewertet. Nach dem offiziellen Unfallreport haben die Zeugen wahrscheinlich den brennenden und zunächst noch aufsteigenden Hauptteil des Flugzeugs in den Sekunden nach der Explosion des Treibstofftanks gesehen.
Am 23. August 1996 berichtete die New York Times, dass Spuren der Chemikalie PETN, die in Sprengstoffen und Boden-Luft-Raketen verwendet wird, zwischen den Fluggastreihen 17 und 27 gefunden worden seien.
Im Juni 2013 brachten sechs der damaligen Ermittler eine Petition für die Wiederaufnahme des Falles durch das NTSB ein, begründet damit, dass Hinweise und Daten für einen Raketenabschuss nicht beachtet oder bewusst ignoriert worden seien. Durch die Neuauswertung der Radaraufzeichnungen und Augenzeugenberichten lasse sich belegen, dass die Absturzursache die Folge eines Raketenabschusses sei. Am 17. Juli 2013 zeigte eine TV-Dokumentation die von den ehemaligen Ermittlern vorgebrachten neuen Indizien für die Raketenabschuss-Theorie.
Mehrere NTSB-Ermittler bekräftigten daraufhin auf einer Pressekonferenz ihre Überzeugung, „dass es weder eine Bombe noch eine Rakete gab.“

## Verbesserungen nach dem Unfall
Obwohl die genaue Stelle des Kurzschlusses nicht mit Sicherheit festgestellt werden konnte, wurden zahlreiche Verbesserungen an diesem und weiteren Flugzeugtypen vom NTSB vorgeschlagen. Dazu zählt unter anderem auch eine Vorrichtung, die den Tank mit Stickstoff füllt, sobald der Kraftstoff verbraucht wird (Inertisierung), um den Sauerstoff zu verdrängen und damit zu vermeiden, dass ein explosionsfähiges Luft-Treibstoff-Gemisch entstehen kann. Die Federal Aviation Administration (FAA) hatte jedoch bereits nach einer angeblichen Explosion des zentralen Flügeltanks beim Philippine-Airlines-Flug 143 im Jahr 1990 den Einbau eines solchen Systems abgelehnt.
Die FAA erteilte insgesamt mehr als 70 neue Richtlinien nach diesem Unfall, die unter anderem auch die Verbesserung der Isolierung der zum Tank verlaufenden Kabelbäume betreffen. Dies soll ebenfalls dazu beitragen, dass keine Kurzschlüsse und keine Funkenbildung im Tanksystem mehr vorkommen können.

## Opfer
| Nationalität           | Passagiere | Besatzung | gesamt |
| ---------------------- | ---------- | --------- | ------ |
| Algerien               | 9          | −         | 9      |
| Belgien                | 4          | −         | 4      |
| Dänemark               | 6          | −         | 6      |
| Frankreich             | 42         | −         | 42     |
| Deutschland            | 2          | −         | 2      |
| Irland                 | 4          | −         | 4      |
| Israel                 | 1          | −         | 1      |
| Italien                | 8          | 1         | 9      |
| Norwegen               | 2          | −         | 2      |
| Spanien                | 1          | −         | 1      |
| Schweden               | 1          | −         | 1      |
| Vereinigtes Königreich | 7          | −         | 7      |
| Vereinigte Staaten     | 125        | 17        | 142    |
| gesamt                 | 212        | 18        | 230    |

Unter den Passagieren waren:
- Marcel Dadi, französischer Gitarrist
- Rodolphe Mérieux, französischer Erbe von Mérieux[11]
- Rico Puhlmann, deutscher Modefotograf
- Ana Maria Shorter, Ehefrau von Wayne Shorter
- Dalila Lucien, Nichte von Ana Maria Shorter und Tochter des Sängers Jon Lucien
- 16 Mitglieder des Französisch-Vereins der Montoursville Area High School aus dem Lycoming County in Pennsylvania und ihre fünf Begleiter[12]

## Besonderheiten
- Der Jazzsänger Jon Lucien – der seine Tochter bei dem Absturz verlor – widmete ihr und den anderen verstorbenen Passagieren sein Album Endless Is Love (1997).
- Die ersten Szenen des US-Horrorfilms Final Destination (2000) basieren lose auf diesem Unfall (eine Boeing 747 auf dem Weg nach Paris explodiert aus ungeklärten Gründen kurz nach dem Start).
- In der US-Zeichentrickserie Roswell Conspiracies gibt es in der Folge Fragen ohne Antworten eine Anspielung auf den Flug.
- Die Rahmenhandlung des Buches Nachtflug des US-Schriftstellers Nelson DeMille basiert auf den Verschwörungstheorien zu diesem Unfall.
- Der US-Kaplan Mychal Judge – der zu den Seelsorgern für die Hinterbliebenen gehörte – kam fünf Jahre später bei den Terroranschlägen am 11. September 2001 ums Leben.

## Medien
- „Flug TWA 800 – Explosion vor Long Island“ (Originaltitel: „TWA 800“). Sekunden vor dem Unglück Staffel 2, Folge 10.
- „Von Spur zu Spur“ (Originaltitel: „Explosive Proof“). Mayday – Alarm im Cockpit Staffel 17, Folge 4.
- „TWA Flight 800“. Doku-Film aus dem Jahr 2013, Regie: Kristina Borjesson, Verleih: Lionsgate Television